# کریستیانو لوکارلی
کریستیانو لوکارلی (به ایتالیایی: Cristiano Lucarelli) بازیکن فوتبال و اهل ایتالیا است.

## تیم ملی
از سال ۲۰۰۵ میلادی عضو تیم ملی فوتبال ایتالیا بوده و در ۶ بازی ملی حضور داشته‌است. او در بازی‌های ملی‌اش ۳ گل به ثمر رساند.
کریستیانو لوکارلی آخرین بازی ملی خود را در سال ۲۰۰۷ میلادی انجام داد.